# As del Espacio
 As del Espacio (宇宙エース Uchū Ēsu?) es una serie de manga y anime del año 1965 creada por Tatsuo Yoshida. Trata sobre aventuras de ciencia ficción llenas de comedia y drama.

## Trama
Un niño extraterrestre es perseguido por criaturas espaciales y al llegar al planeta con su nave espacial "caballo de plata" a la Tierra es adoptado por un científico. El As del espacio tiene varios poderes, como disparar rayos láser o aparecer en su mano un aro de plata el cual aventaba contra los malhechores y a veces empleaba para transportarse. No ingería comida terrestre sino una especie de gomas de mascar creadas por el científico.

## Personajes
- As - el niño alienígena, posee un uniforme consistentes en un leotardo y un casco con diseños en forma de V.
- Dr. Escobilla - es el protector de As.
- Sarita - la hija del doctor Escobilla y amor platónico de As.
- Bovino - un reportero con apariencia de Nerd, que andaba en bicicleta y era demasiado torpe.
- Rayo - un perro-robot que se encargaba de llevarle alimento a As.

## Título en otros idiomas
- As Do Espaço (portugués)
- Uchū Ēsu (japonés)
- As del Espacio (español)
- Space Ace (inglés)

## Ficha técnica
- Producido en 1965-1966, en blanco y negro con 52 capítulos de 30 minutos cada uno.
- Creador : Tatsuo Yoshida.
- Productora : Tatsunoko.